# Štěpán Langton
Štěpán Langton (anglicky Stephen Langton), (narozen mezi lety 1150–1160, zemřel 9. července 1228) byl profesor na univerzitě v Paříži, arcibiskup v Canterbury, kardinál a primas Anglie v letech 1207 až 1228. Přičítá se mu, že jako první (krátce před rokem 1203) rozdělil text Bible na kapitoly. Měl také vliv na vydání Magny charty.

## Život

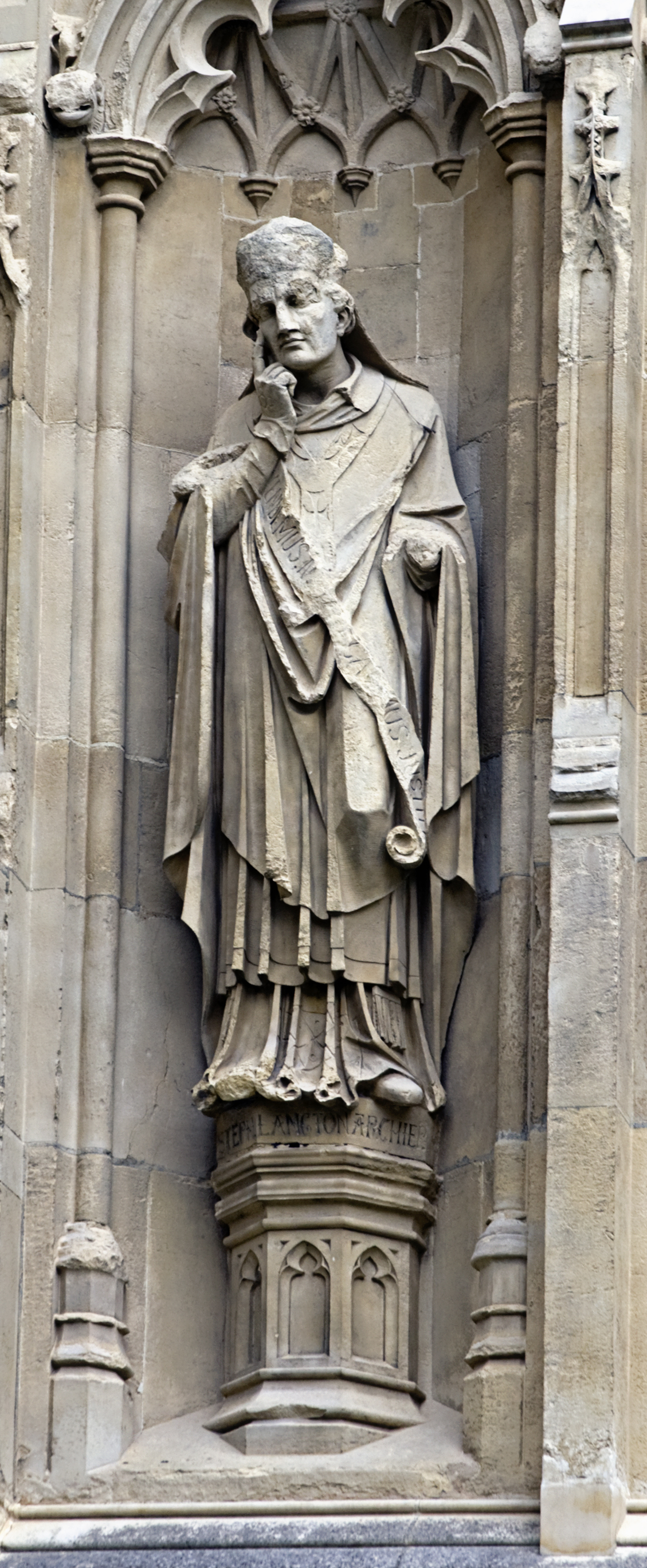
Socha Langtona na Canterburské katedrále

Štěpán Langton studoval teologii v Canterbury a Paříži. Zde získal profesorský titul a stal se kancléřem pařížské univerzity. V roce 1206 ho papež Inocenc III. jmenoval kardinálem. Jako první rozdělil text Bible na kapitoly. Je rovněž autorem svatodušní sekvence Veni Sancte Spiritus (Přijď, ó Duchu přesvatý). Jeho jmenování arcibiskupem vedlo ke sporu mezi papežem Inocencem III. a anglickým králem Janem Bezzemkem. Ten novému arcibiskupovi zabraňoval ve vstupu do země, od čehož ho neodradil ani papežem vyhlášený interdikt (1208) a exkomunikace (1209). Langton se do své arcidiecéze dostal až roku 1213. Roku 1215 byl však papežem zbaven své hodnosti na Čtvrtém lateránském koncilu. Důvodem bylo jeho spojení s odbojnými anglickými barony (král Jan se mezitím s papežem usmířil). Nástupce Inocence III., papež Honorius III., mu ji však navrátil.